# The Winter of Our Monetized Content
«The Winter of Our Monetized Content» (с англ. — «Зима нашего монетизированного контента») — премьерная серия тридцать первого сезона мультсериала «Симпсоны». Впервые вышла 29 сентября 2019 года в США на телеканале «Fox».
Серия была посвящена продюсеру «Рика и Морти» и бывшему продюсеру «Симпсонов» Дж. Майклу Менделю, который умер за 5 дня до выхода эпизода в возрасте 54 лет.

## Сюжет
На Спрингфилдской АЭС Гомер, Ленни и Карл смотрят по телевизору шоу Энджера Уоткинса. Тот спрашивает у зрителей, кто лучше, Леброн Джеймс, Коби Брайант или Майкл Джордан. Гомер звонит в шоу и говорит «Джон Стоктон», что ещё больше злит Уоткинса. Ленни и Карлу говорят Гомеру, что он ничего не знает о спорте.
Дома Мардж утешает Гомера и говорит ему посмотреть какого-нибудь другого «спортивного эксперта» из Интернета. Случайно, она подбрасывает мужу идею создать его собственное спортивное Интернет-шоу, что Гомер и делает.
Тем временем в начальной школе Спрингфилда Лиза нечаянно начинает бой едой между учениками. Когда директор Скиннер узнаёт, что сделала Лиза, он даёт девочке одну неделю наказания после уроков.
Гомер начинает запись своего шоу «Walkoff Homer». Барт наблюдает из дверного проёма, и, когда мальчику кажется, что шоу раздражает, он мешает съёмкам. В результате, Гомер и Барт начинают драться на камеру.
Видео с их дракой становится вирусным в Интернете. Хипстер по имени Уорбёртон Паркер говорит, что собирается научить Гомера и Барта делать лучшие видео и стать богатыми с помощью монетизации. Паркер рассказывает им, как они могут добиться успеха. В результате, их следующее видео с рекламой «Buzz-колы» набрало более 25 миллионов просмотров и приносит доход в размере 5 тысяч долларов.
Отбывая наказание, Лиза начинает наслаждаться этим. Однако, Скиннер сообщает ей, что её переводят отбывать наказание в новый удалённый исправительный центр. Из-за сокращения бюджета наказание отдают на аутсорсинг, в котором участвует Линдси Нейгл.
Вскоре всё больше детей попадают в центр, а Линдси начинает получать больше прибыли. Она направляет нарушителей на индустриализацию, заставляя их делать номерные знаки. Однако, Лиза организовывает стачку. Из-за забастовки детей, Нейгл нанимает на их место учителей.
Тем временем создание видео сближает Гомера и Барта. Когда отец с сыном обнимаются, Интернет-пользователи начинают возмущаться, и популярность Гомера и Барта пропадает.
Уорбёртон Паркер говорит им, что они возвратятся на масштабном мероприятии, профинансированном «Netflix». Однако, выйдя на арену, отец с сыном не могут заставить себя сражаться насмерть, что ставит край их Интернет-популярности окончательно.
В финальной сцене Гомер возвращается к «Walkoff Homer», приглашая Энджера Уоткинса, который злится, когда Гомер сообщает ему, что шоу продлится всего лишь 5 часов…

## Культурные отсылки и интересные факты
- Когда Гомер заявляет, что с 5 тысячами долларов он скоро соберёт на лодку, на экране появляется сообщение «Смотрите 3 ноября: Гомер покупает лодку». Это, собственно и произошло в 5 серии сезона «Gorillas on the Mast», которая и вышла в эфир 3 ноября 2019 года.

## Отзывы
Во время премьеры на канале «Fox» серию просмотрели 2,33 млн человек с рейтингом 1.9, что сделало его самым популярным шоу на канале «Fox» в ту ночь.
Деннис Перкинс из «The A.V. Club» дал эпизоду оценку B-, похвалив работу Джона Малейни и сказав, что «сама серия — это стандартные „Симпсоны середины сезона“».
Тони Сокол из «Den of Geek» дал эпизоду три из пяти звёзд, сказав, «это достойный старт для 31 сезона, хотя и не совсем новый».